# ウォール・アンド・ハノーバー・ビルディング
ウォール・アンド・ハノーバー・ビルディング（英語: Wall and Hanover Building）は、1929年にニューヨーク市の63 ウォール・ストリートに建造された建物である。建物は、建築家のデラノ&アルドリッチによって設計され、37階建て。

## 概要
建物はもともと、1931年の合併により、ブラウン・ブラザーズ・ハリソン・アンド・カンパニーとなったマーチャント・バンク、プライベート・バンクのブラウン・ブラザーズ・アンド・カンパニーの本社として建造、所有、使用された。BBHは、59 ウォール・ストリート（59 Wall Street）として知られる建物を、2003年に140 ブロードウェイに移転するまで使用し続けた。BBHは、1983年にミューチュアル・ファンドのファミリーを設立し、建物に因んで「59 ウォール・ストリート・ファンド」と命名した。会社が本社を再配置する計画を制作した2002年、ファンド・ファミリーは「BBHファンド」に改名された。
建物は、2003年と2004年に、メトロ・ロフト・マネージメントにより、住居賃貸アパートメントに改装された。この賃貸会社は、建物の外側にある華麗な円状の彫刻の名前であるザ・クレスト（The Crest）として、建物を新しいイメージで売り込み、住所も63 ウォール・ストリート（63 Wall Street）を使用した。建物の1階は現在、郵便番号10005のアメリカ合衆国郵便公社を含む、小売業者の借地となっている。
建物は2005年11月16日、アメリカ合衆国国家歴史登録財に加えられた。

## 外部リンク

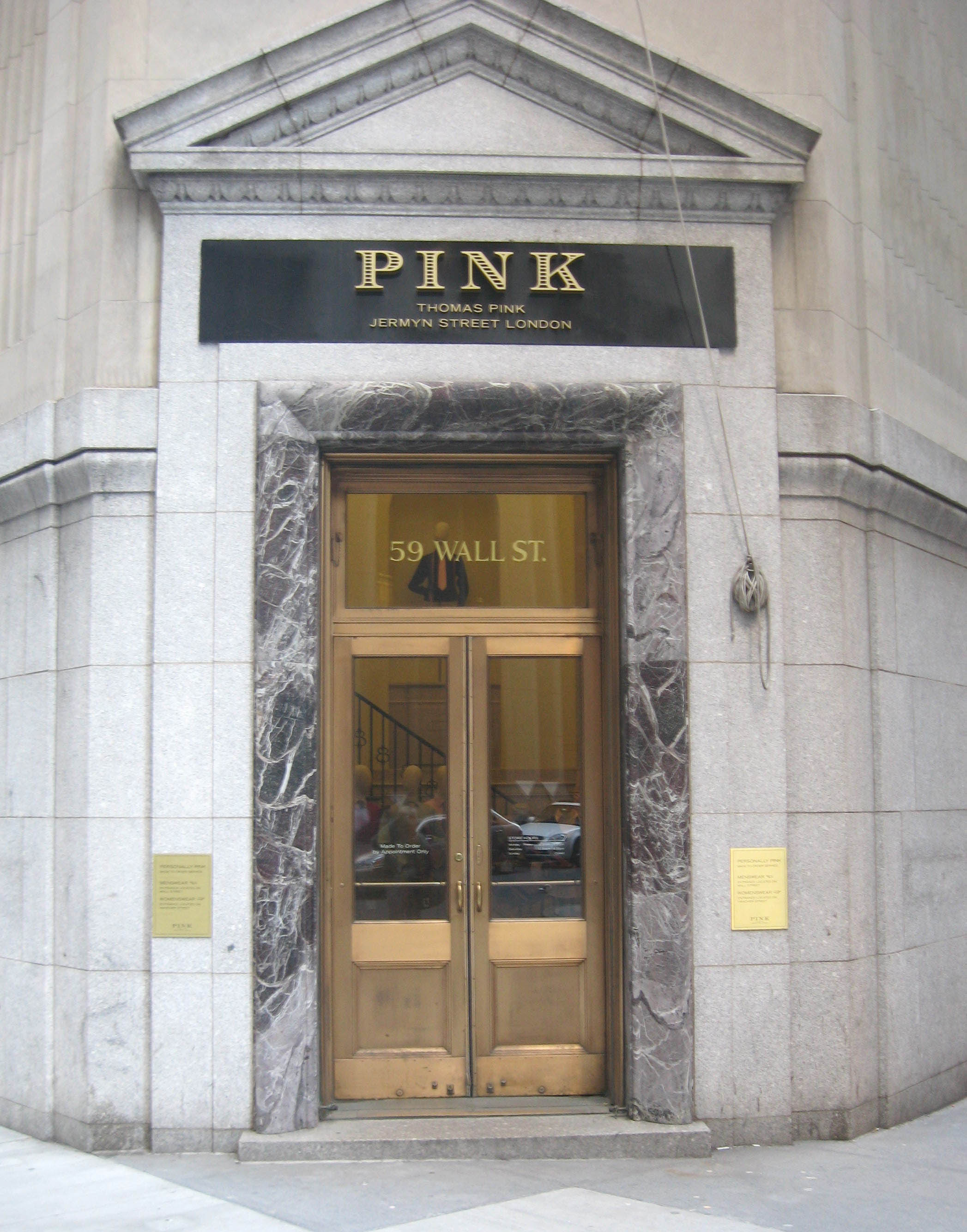
2008年の59 ウォール・ストリートの銀行入り口。現在は小売業者が入居する